# Харьково (Черниговская область)
Харьково (укр. Харкове) — село в Талалаевском районе Черниговской области Украины. Население — 379 человек. Занимает площадь 0,547 км².
Код КОАТУУ: 7425382501. Почтовый индекс: 17270. Телефонный код: +380 4634.

## Власть
Орган местного самоуправления — Харьковский сельский совет. Почтовый адрес: 17270, Черниговская область, Талалаевский районн, село Харьково, улица Науменко, 42.